# أوليفر ستارك
أوليفر ستارك (بالإنجليزية: Oliver Stark)‏ هو ممثل بريطاني، ولد في 27 يونيو 1991 بلندن في المملكة المتحدة.

## وصلات خارجية
- أوليفر ستارك على موقع IMDb (الإنجليزية)
- أوليفر ستارك على موقع ألو سيني (الفرنسية)
- أوليفر ستارك على موقع ميوزك برينز (الإنجليزية)
- أوليفر ستارك على موقع أول موفي (الإنجليزية)
- أوليفر ستارك على موقع قاعدة بيانات الفيلم (الإنجليزية)